# Bolleville, Seine-Maritime
Bolleville är en kommun i departementet Seine-Maritime i regionen Normandie i norra Frankrike. Kommunen ligger i kantonen Bolbec som tillhör arrondissementet Le Havre. År 2022 hade Bolleville 590 invånare.

## Befolkningsutveckling
Antalet invånare i kommunen Bolleville
| Referens: INSEE |